# Pargarutan Tonga
Pargarutan Tonga is een bestuurslaag in het regentschap Tapanuli Selatan van de provincie Noord-Sumatra, Indonesië. Pargarutan Tonga telt 679 inwoners (volkstelling 2010).